# Jean-Michel Folon
Jean-Michel Folon (Uccle, Bélgica, 1 de março de 1934 – Mônaco, 20 de outubro de 2005) foi um artista belga, ilustrador, pintor e escultor.

## Biografia
Estudando arquitectura na escola de Saint-Luc, abandona os estudos para em 1955, instalar-se nos arredores de Paris, num pavilhão de jardinagem e durante um período de cinco anos, desenha de manhã à noite.
No ano de 1985, vai viver para próximo do Mediterrâneo e desenvolve a sua actividade num grande atelier do porto do Mónaco, rodeado por inúmeros artistas.
"Na luz e na paz que convém ao meu trabalho", afirma.
Em 1969, na Galeria Lefebre, em Nova Iorque, ocorre a sua primeira exposição de aguarelas. Em 1970, expõe em Tóquio, em Milão (na Galeria "Il Milione") e participa na XXV Bienal de Veneza.
Mais tarde, em 1973, participou da XXV Bienal de São Paulo, onde lhe foi atribuído o Grande Prémio de Pintura.
Ao longo dos anos, o trabalho de Folon diversifica-se pela aquarela, ilustração de livros, serigrafia, gravura, mosaicos, vitrais, cenários e filmes, que confirmam a heterogeneidade da sua arte. Fez, também, a concepção de diversos anúncios, na sua grande maioria para causas humanitárias.
Em finais da década de 80, começa a esculpir, primeiro em madeira, depois em barro e em gesso, até enveredar pelos bronzes ou pelos mármores; no entanto, não deixa de pintar.
Quase ao virar do século, é criada a "Fundação Folon", no local onde passou a sua infância, perto de Bruxelas, onde é apresentado o essencial da sua obra, tendo sido inaugurada em Outubro de 2000.
Desde essa data, é possível descobrir neste local as obras que o Jean-Michel preservou "para as ver juntas, um dia, num mesmo lugar".
Faleceu em 2005, com 71 anos, vítima de uma leucemia. Em resposta à última pergunta do "questionário de Proust" para a revista Express, "como você gostaria de morrer?", Folon respondeu: “Voando”.

## Exposições
- Museu de Artes Decorativas (Paris).
- Castello Sforzesco (Milão).
- Museu de Arte Moderna (Bruxelas).
- Boymans-van-Beuningen (Roterdão)
- Instituto de Arte Contemporânea (Londres).
- Museu Picasso d'Antibes.
- Museu Correr (Veneza).
- Museu de Belas Artes (Buenos Aires).
- Metropolitan Museum of Art (Nova Iorque).
- "La Pedrera" (Barcelona).
- Museu Bunkamura (Tóquio).
- Museu Olímpico (Lausanne).
- Museu Morandi (Bolonha).
- Casa Fernando Pessoa (Lisboa)

## Principais obras
- Decoração da estação Montgomery do metro de Bruxelas.
- Tapeçaria exposta no centro de congressos do Monaco.
- Les Oiseaux, bicentenário da Revolução francesa, carta telefónica da France Télécom, 50 unidades, Janeiro de 1989 (?).
- Quelqu'un, estátua nos jardins de l'Élysette.